# (1380) Volodia
(1380) Volodia ist ein Asteroid des Hauptgürtels, der am 16. März 1936 vom französischen Astronomen Louis Boyer in Algier entdeckt wurde.
Der Asteroid wurde mit der Verniedlichungsform von Wladimir Wesselowski bezeichnet, der in der Nacht der Entdeckung des Asteroiden geboren wurde.